# Tutto finirà bene
Tutto finirà bene è il terzo album dei Blastema, pubblicato il 30 ottobre 2015 da Ostile Records.

## Tracce
1. La parte pura – 3:28
2. Orso bianco – 2:41
3. I morti – 4:17
4. Tutto finirà bene – 3:43
5. Prima che – 4:18
6. Asteroide – 3:14
7. Ora o mai più – 2:58
8. Perle ai porci – 3:39
9. Tornerai – 3:31
10. Pastorale – 4:27
11. Un modo semplice – 3:49
12. Il destino del mondo – 4:02

Durata totale: 44:07

## Formazione
- Matteo Casadei - voce
- Alberto Nanni - chitarra elettrica, cori, pianoforte, synth
- Luca Marchi - basso, pianoforte, vibrafono
- Maicol Morgotti - batteria
- Michele Gavelli (live) - pianoforte, synth